# Anslech de Bricquebec
Anslec de Bricquebec, o semplicemente Anslech (fl. X secolo), fu attivo nei decenni del 930 e 940, e giocò un ruolo politico di primo piano durante i primi giorni del Ducato di Normandia, anche se le fonti che parlano di lui sono piuttosto confuse.

## Nelle cronache anglo-normanne
Attorno al 1000, Dudone di San Quintino nominò Anslech come uno dei tre secretarii del jarl dei Normanni, Guglielmo I (in carica dal 927 al 942). Fece quindi parte dell'entourage prossimo del figlio di Rollone. Secondo una successiva fonte, le Roman de Rou, Anslech sostenne Guillaume quando Rioulf iniziò un'importante ribellione contro di lui.
La stessa figura appare negli scritti di Guglielmo di Jumièges. Dopo l'assassinio di Guglielmo I, Anslech, Raoul e Bernard il Dani formarono quelli che Guglielmo di Jumièges chiamò "guardiani dell'intero ducato di Normandia", alla difesa del nuovo duca Riccardo I. Nel 943 diedero il benvenuto al re dei Franchi, Luigi IV di Francia, a Rouen, il quale giungeva come signore per ricevere l'omaggio degli abitanti di Rouen.

## Salita e caduta
Le saghe norvegesi e delle isole descrivono Anslech come un nobile di origine normanna, danese o norvegese, ma sempre di antica stirpe nobile vichinga. Figlio di Rollo Turstain Brico (o Hrolf Turstan) e supposto nipote di Rollone. In questo caso sarebbe anche nipote di un certo Rollanger Rognvaldsson, fratellastro di Rollone, e pronipote di Rognvald Eysteinsson. Questa genealogia non è mai stata dimostrata.
Allo stesso modo è in discussione la sua discendenza. Secondo una tradizione del XVII secolo, sarebbe l'antenato delle famiglie dei Montfort e dei Bertran tramite il figlio Tursten di Bastembourg.. Infine, è tradizionalmente considerato il fondatore del castello di Bricquebec in Cotentin (forse all'inizio del X secolo), da cui deriva il suo soprannome Anslech di Bricquebec, anche se è solo un'ipotesi.